# Amir Hatami
Pour les articles homonymes, voir Hatami.
Amir Hatami (en persan : امیر حاتمی), né vers 1965 à Nimavar (en), est un officier de l'armée régulière iranienne (Artesh) ayant le grade de général de brigade et l'ancien ministre de la Défense de l'Iran (fa). Il est désigné ministre de la Défense par le président Hassan Rohani le 8 août 2017, et obtient un vote de confiance du Parlement le 20 août 2017, avec 261 voix pour, 10 voix contre, 13 abstentions et 4 votes invalides.
Il est le premier ministre de la Défense ayant servi dans l'Artesh depuis Mohammed Hossein Jalali en 1989. Depuis 1993, le poste n'est occupé que par des Gardiens de la révolution.
Avant sa nomination, Hatami est le chef du bureau des relations internationales de l'armée, ainsi que l'adjoint à l'état-major des forces armées (en) (2011-2013).